# Marcos Corrêa dos Santos
Marcos Corrêa dos Santos, mais conhecido como Marquinhos (Rio de Janeiro, 2 de outubro de 1971), é um ex-futebolista brasileiro que atuava como meia.

## Carreira
Marquinhos foi revelado nas divisões de base do Flamengo, tornado-se titular no início dos anos 90, quando compondo meio-de-campo com Uidemar, Júnior e Zinho, conquistou títulos importantes para o clube.
Ainda como jovem revelação no Flamengo, foi convocado para a disputa da Copa América de 1993 ainda garoto, aos 22 anos de idade. Sua estréia, e única partida pela Seleção foi contra a Argentina, já na segunda fase da competição.
Mudou-se para o Palmeiras, no início de 1996, todavia, ao contrário de seus tempos de Flamengo, não conseguiu se firmar na equipe do palmeirense.
Indisciplinado, chegou a ser emprestado ao Juventude e ao Bahia, antes de ser cedido ao Colo-Colo, do Chile.
No regresso ao Brasil, em 2000, Marquinhos atuou pela Portuguesa. Depois teve passagens por Ponte Preta e Guarani.
Nos anos que se seguiram, porém, caiu no esquecimento, atuando discretamente por clubes como América-RJ, América-RN, Madureira e Paysandu.
Em 2006, jogando ao lado de outros veteranos como Odvan e Djair, inesperadamente, levou o Madureira à conquista de sua primeira Taça Rio na história. Em seguida, sagrou-se vice-campeão do Campeonato Carioca de 2006, após derrota para o Botafogo.
Passado o breve sucesso no Madureira, retornou ao ostracismo de sua carreira, atuando pelo Ceilândia, Olaria, Cidade Azul e Guanabara.

## Títulos
Flamengo
- Taça Guanabara: 1988,1989,1995
- Copa Colombino: 1988
- Copa Kirin: 1988
- Taça Governador Jader Ribeiro: 1988
- Troféu Clássico das Multidões: 1989
- Troféu Seis Anos da Rede Manchete de Televisão: 1989
- Copa Porto de Hamburgo: 1989
- Copa Marlboro: 1990
- Copa São Paulo de Futebol Júnior: 1990
- Copa do Brasil: 1990
- Torneio de Verão de Nova Friburgo: 1990
- Torneio Quadrangular de Varginha: 1990
- Copa Pepsi-Cup: 1990
- Copa Sharp: 1990
- Copa Rio: 1991
- Campeonato da Capital:1991,1993
- Taça Rio: 1991
- Campeonato Carioca: 1991
- Troféu ECO '92: 1992
- Campeonato Brasileiro: 1992
- Taça Brahma dos Campeões: 1992
- Torneio Libertad: 1993
- Troféu Raul Plasmann: 1993
- Torneio Internacional de Kaula Lumper: 1994
- Pepsi Cup '94: 1994
- Torneio See'94 de Kaula Lumpur: 1994
- Torneio Maria Quitéria: 1995

Palmeiras
- Campeonato Paulista: 1996[2]
- Copa Mercosul: 1998

Juventude
- Campeonato do Interior: 1996

Bahia
- Campeonato Baiano: 1998

Paysandu
- Campeonato Paranaense: 2005

Madureira
- Taça Rio: 2006

Seleção Brasileira de Futebol Sub-20
- Campeonato Mundial Sul-Americano: 1991